# Dübs and Company

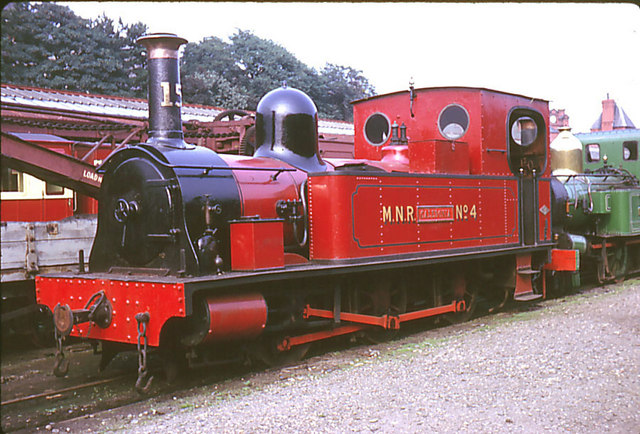
Паровоз построенный на заводе Dübs в 1885 году

Dübs and Company — британский паровозостроительный завод в Глазго (Шотландия).
Предприятие было создано в 1863 году инженером и предпринимателем родом из Германии Генри Дюбсом.
В 1903 году компания слилась с двумя другими и была образована фирма North British Locomotive Company.
Паровозы, изготовленные на Dübs and Company, поставлялись в разные страны, и в Новой Зеландии и Тасмании, Южной Африке и на острове Мэн можно найти сохранённые экземпляры. В Россию поставлялись на Рязано-Уральскую, Курско-Харьковско-Азовскую, Новгородскую железные дороги.